# Walter Freeman
Walter Jackson Freeman II (* 14. November 1895 in Philadelphia; † 31. Mai 1972) war ein US-amerikanischer Arzt, Neurologe und überzeugter Verfechter der Lobotomie.

## Leben

### Ausbildung
Der aus einer wohlhabenden Arztfamilie stammende Freeman studierte an der Yale University zunächst Geschichte und Sprachen, bis sein Interesse für die Medizin, insbesondere die Physiologie und Pathophysiologie des Gehirns, erwachte, weshalb er an die medizinische Fakultät der University of Pennsylvania wechselte und sich der Neurologie zuwandte.

### Nach dem Studium
Kurz nachdem er sein Studium beendet hatte, nahm Freeman im Jahr 1924 die Arbeit als niedergelassener Neurologe in Washington (als der erste Arzt dieser Disziplin dort überhaupt) auf. Mit Unbehagen sah er das Leid der Patienten in der örtlichen psychiatrischen Klinik, dem St. Elizabeth’s Hospital. Nach seiner Promotion wurde er Leitender Arzt der Neurologie der George Washington University.

### Lobotomie
Fasziniert von der „Leukotomie“ genannten psychochirurgischen Methode des portugiesischen Neurologen Egas Moniz, der sie im Jahre 1935 entwickelt hatte, als Versuch, psychische Krankheiten zu heilen, modifizierte und vereinfachte Freeman diese 1936, indem er den Zugang zum Gehirn durch einfaches Durchstoßen der Augenhöhlen erreichte. Dadurch wurde der Aufwand (nicht aber das Risiko) sehr viel geringer, so dass er schließlich regelrecht am Fließband lobotomierte, auch wenn die Erfolge fraglich waren. Bis 1967 behandelte er ungefähr 3500 Menschen mit dieser Methode. Prominente Patientin war 1941 die damals 23 Jahre alte Rosemary Kennedy, bei der der Eingriff schwerwiegende Behinderungen zur Folge hatte.

### Ende der Karriere und letzte Lebensjahre
Walter Freeman, der im Übrigen niemals chirurgisch ausgebildet worden war, hielt nichts von Tierversuchen vor dem Einsatz am Menschen. Die Schäden, die die Eingriffe bewirkten, wurden offensichtlicher. Die Lobotomie im Allgemeinen und Freemans Methode im Besonderen gerieten zunehmend in die Kritik, zumal er auch Minderjährige, wie 1960 den 12-jährigen Howard Dully, operierte. Zudem gab es mittlerweile Psychopharmaka, die den Eingriff überflüssig machten, wie das 1953 eingeführte Chlorpromazin, das damit beworben wurde, eine medikamentöse Lobotomie zu verursachen.
Doch erst im Jahre 1967, nachdem eine Patientin nach der dritten von ihm durchgeführten Lobotomie an einer Hirnblutung gestorben war, wurde ihm endgültig das Operieren verboten. Mehrere seiner Patienten waren in früheren Jahren an Hirnblutungen gestorben oder hatten andere unerwünschte Folgeschäden davongetragen. In der Absicht, sich zu rehabilitieren, verkaufte er sein Haus und fuhr mit einem Wohnmobil zwecks Datensammlung durch die Staaten.
Am 31. Mai 1972 starb Freeman im Alter von 76 Jahren an Darmkrebs.
Eines seiner Söhne war Walter Jackson Freeman III (1927–2016).